# Menetia sadlieri
Menetia sadlieri är en ödleart som beskrevs av  Allen E. Greer 1991. Menetia sadlieri ingår i släktet Menetia och familjen skinkar. Inga underarter finns listade i Catalogue of Life.